# Fleury (Manche)
Fleury ist eine französische Gemeinde mit 1.085 Einwohnern (Stand 1. Januar 2022) im Département Manche in der Region Normandie. Sie gehört zum Arrondissement Saint-Lô und zum Kanton Villedieu-les-Poêles-Rouffigny. 
Sie grenzt im Nordwesten an Le Mesnil-Garnier, im Nordosten an La Bloutière, im Südosten an Villedieu-les-Poêles-Rouffigny, im Süden an La Lande-d’Airou und im Südwesten an Champrepus.

## Bevölkerungsentwicklung
| Jahr      | 1962 | 1968 | 1975 | 1982 | 1990 | 1999 | 2008 | 2018 |
| --------- | ---- | ---- | ---- | ---- | ---- | ---- | ---- | ---- |
| Einwohner | 689  | 658  | 611  | 639  | 786  | 760  | 873  | 1039 |

## Sehenswürdigkeiten

Kirche Notre-Dame

- Kirche Notre-Dame